# É Você (canção)
"É Você" é uma canção da cantora brasileira Sophia Abrahão, lançada como single em 26 de agosto de 2013, através da Sony Music Brasil. A canção foi escrita por Abrahão ao lado de seu até então namorado, o cantor Fiuk.

## Performances ao vivo
No dia 12 de setembro de 2013, Abrahão cantou "É Você" pela primeira vez no Encontro com Fátima Bernardes.  Abrahão cantou "É Você" em seu primeiro pocket show realizado em um shopping do Rio de Janeiro, no dia 25 de setembro de 2013. No dia 30 de setembro de 2013, ela performou "É Você" na edição do ano de 2013 do Prêmio Jovem Brasileiro. "É Você" foi incluída no repertório da turnê de Abrahão, Tudo Que Eu Sempre Quis Tour (2016).

## Vídeo musical
No vídeo musical da canção, dirigido por Bruno Fioravanti e lançado no dia 27 de setembro de 2013, Abrahão aparece em um fusca vermelho, que apresenta um problema mecânico e acaba sendo abandonado por ela. Na sequência das imagens, Abrahão aparece tocando violão em um gramado e correndo com balões coloridos em suas mãos.